# Morti il 15 dicembre
| Questa pagina contiene informazioni ricavate automaticamente dalle voci biografiche con l'ausilio del template Bio e di un bot. L'aggiornamento è periodico e automatico e ricostruisce completamente la pagina. Se manca una persona in questa lista, sei pregato di non aggiungerla, ma accertati piuttosto che la sua voce biografica contenga il template Bio e che i dati anagrafici siano correttamente compilati. Se il template Bio manca, inseriscilo tu stesso o, in alternativa, metti l'avviso {{tmp\|Bio}} che ne segnala la mancanza. Se i dati riportati sono sbagliati, correggi direttamente la voce biografica; le modifiche saranno visibili in questa lista entro pochi giorni. Per chiarimenti vedi il progetto biografie. La lista contiene solo le 511 persone che sono citate nell'enciclopedia e per le quali è stato implementato correttamente il template Bio. Pagina aggiornata al 13 ago 2025. |

## VI secolo(3)
- 520 - Massimino di Micy, religioso e abate franco
- 533 - Zazo, principe e generale vandalo (n. 489)
- 568 - Filacrio, vescovo italiano

## XI secolo(2)
- 1025 - Basilio II Bulgaroctono, imperatore bizantino (n. 958)
- 1038 - Guglielmo VI di Aquitania, nobile (n. 1004)

## XII secolo(2)
- 1170 - Marino, abate italiano
- 1191 - Guelfo I di Toscana, marchese tedesco (n. 1115)

## XIII secolo(3)
- 1230 - Ottocaro I di Boemia, re boemo (n. 1155)
- 1248 - Laurentius Hispanus, vescovo cattolico e giurista spagnolo
- 1283 - Filippo di Courtenay (n. 1243)

## XIV secolo(2)
- 1328 - Giorgio II Šubić, nobile croato
- 1343 - Hasan Kuçek, sovrano mongolo

## XV secolo(9)
- 1408 - Gabriele Maria Visconti, italiana (n. 1385)
- 1422 - Simone di Cramaud, cardinale e arcivescovo cattolico francese
- 1423 - Michael Küchmeister von Sternberg, nobile tedesco (n. 1370)
- 1434 - Enrique de Villena, nobile, scrittore e poeta spagnolo (n. 1384)
- 1461 - Alfonso I di Braganza, nobile portoghese (n. 1377)
- 1467 - Jöns Bengtsson Oxenstierna, arcivescovo cattolico svedese (n. 1417)
- 1489 - Johann Beckenschlager, arcivescovo cattolico tedesco (n. 1435)
- 1495 - Giannotto Berardi, mercante italiano (n. 1457)
- 1500 - Pêro Vaz de Caminha, esploratore portoghese (n. 1450)

## XVI secolo(7)
- 1520 - Diego de Guevara y Quesada, funzionario, ambasciatore e collezionista d'arte spagnolo
- 1522 - Lucia Marliani, nobildonna italiana (n. 1455)
- 1529 - Girolamo Morone, politico italiano (n. 1470)
- 1531 - Rombout II Keldermans, architetto fiammingo
- 1541 - Giovanna van der Gheynst (n. 1500)
- 1574 - Selim II, sultano ottomano (n. 1524)
- 1598 - Filips van Marnix, scrittore e politico fiammingo (n. 1538)

## XVII secolo(19)
- 1611 - Walter Scott, I lord Scott di Buccleuch, nobile scozzese (n. 1565)
- 1617 - Maria Vittoria De Fornari Strata, religiosa italiana (n. 1562)
- 1619 - Thomas Butler, visconte di Thurles, nobile irlandese (n. 1596)
- 1621 - Carlo d'Albert, nobile francese (n. 1578)
- 1634 - Eugenio Cajés, pittore spagnolo
- 1639 - Muzio Oddi, ingegnere e matematico italiano (n. 1569)
- 1641 - Cosimo Merlini, orafo italiano (n. 1580)
- 1651 - Virginia Centurione Bracelli, religiosa italiana (n. 1587)
- 1653 - Paride Lodron, arcivescovo cattolico austriaco (n. 1586)
- 1654 - Anne Villiers, contessa di Morton, nobildonna britannica
- 1658 - Carlo Emanuele Madruzzo, vescovo cattolico italiano (n. 1599)
- 1660 - Martino Longhi il Giovane, architetto italiano (n. 1602)
- 1668 - Ignazio d'Amico, vescovo cattolico italiano
- 1673 - Margaret Cavendish, scrittrice, filosofa e saggista inglese (n. 1623)
- 1675 - Jan Vermeer, pittore olandese (n. 1632)
- 1681 - James Compton, III conte di Northampton, ufficiale e politico inglese (n. 1622)
- 1683 - Izaak Walton, scrittore britannico (n. 1593)
- 1686 - Daniel Gittard, architetto francese (n. 1625)
- 1692 - Niccolò Maria Pallavicino, gesuita, scrittore e teologo italiano (n. 1621)

## XVIII secolo(23)
- 1710 - Alberto Antonio di Schwarzburg-Rudolstadt, principe (n. 1641)
- 1713 - Carlo Maratta, pittore e restauratore italiano (n. 1625)
- 1714 - Giovanni Monevi, pittore italiano (n. 1637)
- 1717 - Andrea Riggio, patriarca cattolico italiano (n. 1660)
- 1725 - Antonio Maria Marini, pittore italiano (n. 1668)
- 1725 - Giuseppe Vallemani, cardinale, arcivescovo cattolico e archivista italiano (n. 1648)
- 1750 - William Legge, I conte di Dartmouth, nobile inglese (n. 1675)
- 1753 - Richard Boyle, III conte di Burlington, architetto inglese (n. 1694)
- 1754 - Félix Cary, storico e numismatico francese (n. 1699)
- 1755 - Pier Luigi Carafa, cardinale e arcivescovo cattolico italiano (n. 1677)
- 1766 - Michelangelo Carmeli, filologo italiano (n. 1706)
- 1772 - Hobbe Esaias van Aylva, generale olandese (n. 1696)
- 1775 - Marie-Angélique-Memmie le Blanc, francese (n. 1712)
- 1775 - Principessa Tarakanova, truffatrice russa
- 1778 - Catherine Read, pittrice scozzese (n. 1723)
- 1783 - Ahmed bin Sa'id, sovrano omanita (n. 1710)
- 1784 - Nathanael Matthaeus von Wolf, medico, botanico e astronomo prussiano (n. 1724)
- 1792 - Joseph Martin Kraus, compositore tedesco (n. 1756)
- 1792 - Hugh Pigot, ammiraglio britannico (n. 1722)
- 1793 - Webb Seymour, X duca di Somerset, nobile britannico (n. 1718)
- 1793 - Franz Georg Ernst von Sturmfeder, nobile e politico tedesco (n. 1727)
- 1796 - Anthony Wayne, generale inglese (n. 1745)
- 1799 - Charles Édouard Jennings de Kilmaine, generale irlandese (n. 1751)

## XIX secolo(75)
- 1801 - Francesco Alberti di Villanova, linguista italiano (n. 1737)
- 1803 - Dru Drury, entomologo e saggista britannico (n. 1724)
- 1803 - Anne Emmanuel de Croÿ, nobile (n. 1743)
- 1810 - José de Córdoba y Rojas, militare spagnolo (n. 1774)
- 1812 - Shneur Zalman, rabbino, filosofo e scrittore russo (n. 1745)
- 1815 - Macario IV Tawil, vescovo cattolico e patriarca cattolico siriano
- 1816 - Charles Stanhope, III conte di Stanhope, nobile, scienziato e ambasciatore britannico (n. 1753)
- 1817 - Federigo Zuccari, astronomo italiano (n. 1783)
- 1818 - Joseph Ludwig Colmar, vescovo cattolico tedesco (n. 1760)
- 1819 - Salvatore Ferro Berardi, vescovo cattolico italiano (n. 1767)
- 1819 - Daniel Rutherford, chimico britannico (n. 1749)
- 1819 - Francesco Sucini, fantino italiano (n. 1778)
- 1824 - Thomas Henderson, politico statunitense (n. 1743)
- 1827 - Pietro Sella, imprenditore italiano (n. 1784)
- 1829 - Nicola Covelli, mineralogista italiano (n. 1790)
- 1830 - Moritz Kellerhoven, pittore tedesco (n. 1758)
- 1832 - Ambrogio Maria Ghilini, nobile, generale e botanico italiano (n. 1756)
- 1836 - Johann Amadeus Wendt, filosofo, compositore e teorico della musica tedesco (n. 1783)
- 1838 - Luigi Cremani, giurista e magistrato italiano (n. 1748)
- 1840 - Ignazio Alessandro Cozio, nobile italiano (n. 1755)
- 1840 - Franz Erwein von Schönborn-Wiesentheid, nobile, politico e collezionista d'arte tedesco (n. 1776)
- 1841 - David Don, botanico scozzese (n. 1799)
- 1841 - John Fane, X conte di Westmorland, politico inglese (n. 1759)
- 1845 - Aleksandr Ivanovič Turgenev, storico e funzionario russo (n. 1784)
- 1846 - Filippo d'Assia-Homburg, nobile tedesco (n. 1779)
- 1848 - Aleksej Grigor'evič Ščerbatov, nobile e ufficiale russo (n. 1776)
- 1849 - Ferdinando Carlo Vittorio d'Austria-Este, militare austriaco (n. 1821)
- 1852 - Giovanni Battista Cornero, politico italiano
- 1852 - Pauline Roland, attivista francese (n. 1805)
- 1853 - Georg Friedrich Grotefend, linguista e orientalista tedesco (n. 1775)
- 1854 - Kamehameha III delle Hawaii, sovrano (n. 1813)
- 1855 - Maria Crocifissa Di Rosa, religiosa italiana (n. 1813)
- 1855 - Fredrik Meltzer, imprenditore e politico norvegese (n. 1779)
- 1855 - Jacques Charles François Sturm, matematico francese (n. 1803)
- 1856 - Narcisse-Achille de Salvandy, politico francese (n. 1795)
- 1857 - George Cayley, ingegnere britannico (n. 1773)
- 1858 - Evdokija Petrovna Rostopčina, poetessa russa (n. 1812)
- 1859 - Pio Vincenzo Forzani, vescovo cattolico italiano (n. 1792)
- 1860 - Philibert de Bruillard, vescovo cattolico francese (n. 1765)
- 1861 - Gualtiero Sanelli, compositore e tenore italiano (n. 1816)
- 1864 - Eliza Farnham, scrittrice e attivista statunitense (n. 1815)
- 1865 - Carlo Steeb, presbitero tedesco (n. 1773)
- 1865 - Ctiboh Zoch, pastore protestante, poeta e filosofo slovacco (n. 1815)
- 1866 - Giovacchino Benini, scrittore e avvocato italiano (n. 1799)
- 1867 - Honoré Théodoric d'Albert di Luynes, numismatico, archeologo e filantropo francese (n. 1802)
- 1869 - Federico Faruffini, pittore, incisore e fotografo italiano (n. 1833)
- 1871 - Barboncito, condottiero nativo americano (n. 1821)
- 1878 - Giuseppe Bertoloni, botanico e entomologo italiano (n. 1804)
- 1880 - Carlo Bon Compagni di Mombello, magistrato, pedagogista e politico italiano (n. 1804)
- 1881 - Friedrich von Spiegel, iranista tedesco (n. 1820)
- 1882 - Domenico Tarolli, missionario italiano (n. 1797)
- 1884 - Domenico Chinca, militare italiano (n. 1818)
- 1885 - Henning von Bassewitz, politico tedesco (n. 1814)
- 1885 - Ludwig Nohl, musicologo tedesco (n. 1831)
- 1885 - Jerry Thomas, statunitense (n. 1830)
- 1885 - Robert Toombs, politico e generale statunitense (n. 1810)
- 1885 - Ferdinando II del Portogallo, re (n. 1816)
- 1888 - Alessandro d'Assia, nobile (n. 1823)
- 1888 - Eugenio Emanuele di Savoia-Villafranca, principe e ammiraglio italiano (n. 1816)
- 1889 - Abushiri, mercante arabo
- 1890 - James Croll, climatologo britannico (n. 1821)
- 1890 - Piede di Corvo, condottiero nativo americano (n. 1876)
- 1890 - Sisino de Pretis Cagnodo, politico austriaco (n. 1828)
- 1890 - Toro Seduto, politico nativo americano (n. 1831)
- 1891 - Sigismondo Leopoldo d'Asburgo-Lorena, nobile (n. 1826)
- 1892 - Rocco Camerata Scovazzo, nobile italiano (n. 1812)
- 1893 - Gustav Zorn, pittore austriaco (n. 1845)
- 1895 - Giuseppe Cornero, avvocato e prefetto italiano (n. 1812)
- 1895 - Pietro Giuseppe Roda, architetto del paesaggio italiano (n. 1821)
- 1896 - Pompeo Bettini, scrittore, drammaturgo e poeta italiano (n. 1862)
- 1897 - Ahmadu Tall, sovrano (n. 1836)
- 1898 - Francesco Biondelli, religioso, educatore e scrittore italiano (n. 1858)
- 1899 - Numa Droz, politico svizzero (n. 1844)
- 1899 - Alberto Pasini, pittore italiano (n. 1826)
- 1899 - Josef Thoma, pittore austriaco (n. 1828)

## XX secolo(232)
- 1902 - Pierre-Marie-Alexis Millardet, botanico francese (n. 1838)
- 1902 - Arturo Mélida, scultore spagnolo (n. 1849)
- 1904 - Roman Kondratenko, generale russo (n. 1857)
- 1907 - Carola di Vasa, regina (n. 1833)
- 1908 - Alessandro Cruto, inventore e imprenditore italiano (n. 1847)
- 1908 - Rodolfo del Liechtenstein, principe, generale e politico austriaco (n. 1838)
- 1909 - William Des Vœux, funzionario britannico (n. 1834)
- 1909 - Emil Strub, ingegnere e inventore svizzero (n. 1858)
- 1909 - Francisco Tárrega, compositore e chitarrista spagnolo (n. 1852)
- 1912 - Whitelaw Reid, giornalista statunitense (n. 1837)
- 1913 - Karl Wilhelm Diefenbach, pittore tedesco (n. 1851)
- 1914 - Emilio Caracciolo di Sarno, prefetto e politico italiano (n. 1835)
- 1915 - Gabriele Berardi, generale italiano (n. 1861)
- 1916 - Wilhelmine von Hillern, attrice e scrittrice tedesca (n. 1836)
- 1917 - Alfonso Asturaro, sociologo italiano (n. 1854)
- 1917 - Gumersindo de Azcarate, scrittore e politico spagnolo (n. 1840)
- 1917 - Lady Anne Blunt, nobile e viaggiatrice britannica (n. 1837)
- 1918 - Salvatore Farina, scrittore e giornalista italiano (n. 1846)
- 1920 - Horatio Caro, scacchista britannico (n. 1862)
- 1920 - Alfonso Guerra, ingegnere e architetto italiano (n. 1845)
- 1920 - Georg Salwe, scacchista polacco (n. 1862)
- 1921 - John Nixon, generale britannico (n. 1857)
- 1924 - Jean Geoffroy, pittore e illustratore francese (n. 1853)
- 1924 - Franz Friedrich Kohl, entomologo austriaco (n. 1851)
- 1924 - Friedrich Trendelenburg, chirurgo tedesco (n. 1844)
- 1925 - Battling Siki, pugile francese (n. 1897)
- 1925 - Dolores Medina Martinez Zepeda, religiosa messicana (n. 1860)
- 1926 - Giuseppe Borri, imprenditore italiano (n. 1867)
- 1927 - Romaine Fielding, attore, regista e sceneggiatore statunitense (n. 1867)
- 1927 - Giacinto Pannella, presbitero, storico e bibliografo italiano (n. 1847)
- 1927 - Elsa von Freytag-Loringhoven, artista e poetessa tedesca (n. 1874)
- 1928 - Louis-Mathieu Verdilhan, pittore francese (n. 1875)
- 1929 - Clinio Quaranta, traduttore, critico letterario e poeta italiano (n. 1857)
- 1930 - Diane Ellis, attrice statunitense (n. 1909)
- 1930 - Gemma Ferruggia, scrittrice e drammaturga italiana (n. 1867)
- 1931 - Eduard Kaufmann, medico tedesco (n. 1860)
- 1931 - Boghos Bedros XIII Terzian, turco (n. 1853)
- 1932 - Josip Vancaš, architetto austro-ungarico (n. 1859)
- 1933 - Ludwig Schlesinger, matematico tedesco (n. 1864)
- 1935 - Agostino Ciarpaglini, militare italiano (n. 1899)
- 1935 - Ettore Crippa, militare italiano (n. 1896)
- 1935 - Franco Martelli, militare italiano (n. 1906)
- 1935 - Vasil Zlatarski, storico bulgaro (n. 1866)
- 1937 - Reginald Macaulay, calciatore inglese (n. 1858)
- 1937 - John Smith, calciatore, rugbista a 15 e medico britannico (n. 1855)
- 1938 - Francesco Torraca, storico della letteratura, italianista e politico italiano (n. 1853)
- 1940 - François Drogou, militare francese (n. 1904)
- 1940 - Blanche Marchesi, mezzosoprano francese (n. 1863)
- 1940 - Guy Pérotin, militare francese (n. 1920)
- 1940 - Paul Rimbaud, militare francese (n. 1906)
- 1940 - Jacques Sevestre, militare francese (n. 1908)
- 1940 - Joseph Vergos, militare francese (n. 1911)
- 1940 - Alfred Young, matematico britannico (n. 1873)
- 1941 - Gabriel Péri, politico francese (n. 1902)
- 1941 - Leon Sperling, calciatore polacco (n. 1900)
- 1942 - Gaetano Arezzo della Targia, militare italiano (n. 1911)
- 1942 - Giacomo Comincioli, militare italiano (n. 1891)
- 1942 - Faik Konica, scrittore albanese (n. 1875)
- 1942 - Vincenzo Vitale, militare italiano (n. 1913)
- 1943 - Folco de Baroncelli-Javon, poeta e allevatore francese (n. 1869)
- 1943 - John Pratt, IV marchese di Camden, nobile inglese (n. 1872)
- 1943 - Fats Waller, pianista, compositore e cantante statunitense (n. 1904)
- 1944 - Renzo Ildebrando Bocchi, giornalista, poeta e partigiano italiano (n. 1913)
- 1944 - Gérard Bourgeois, regista e sceneggiatore svizzero (n. 1874)
- 1944 - Angelo Landi, pittore italiano (n. 1879)
- 1944 - Andrea Marchini, militare italiano (n. 1921)
- 1944 - Giovanni Martini, partigiano italiano (n. 1910)
- 1944 - Glenn Miller, trombonista, direttore d'orchestra e compositore statunitense (n. 1904)
- 1944 - Heinrich Retschury, calciatore austriaco (n. 1887)
- 1944 - Giuseppe Salvarezza, militare e partigiano italiano (n. 1924)
- 1945 - Juan Antonio Collazo, cestista, allenatore di pallacanestro e pianista uruguaiano (n. 1896)
- 1945 - Paul Daimler, ingegnere tedesco (n. 1869)
- 1945 - Tobias Augustus Matthay, compositore, musicista e insegnante inglese (n. 1858)
- 1946 - Karl Mörke, sollevatore tedesco (n. 1889)
- 1946 - Matteo Tevini, pittore italiano (n. 1869)
- 1947 - Anastasios Andreou, ostacolista greco (n. 1877)
- 1947 - Arthur Machen, scrittore gallese (n. 1863)
- 1948 - João Tamagnini Barbosa, politico portoghese (n. 1883)
- 1949 - Alice Bailey, esoterista, astrologa e teosofa britannica (n. 1880)
- 1950 - Ernst Boepple, militare tedesco (n. 1887)
- 1950 - Vallabhbhai Patel, politico indiano (n. 1875)
- 1950 - Ernesto Pietriboni, avvocato, giornalista e politico italiano (n. 1874)
- 1951 - James Eric Drummond, diplomatico britannico (n. 1876)
- 1951 - María Grever, compositrice e paroliera messicana (n. 1894)
- 1951 - Luigi Guida, compositore, pianista e organista italiano (n. 1883)
- 1953 - Ed Barrow, dirigente sportivo statunitense (n. 1868)
- 1953 - Bernardino Boifava, scultore italiano (n. 1888)
- 1953 - Bonaventura Porta, vescovo cattolico italiano (n. 1866)
- 1953 - Rocco Scotellaro, scrittore, poeta e politico italiano (n. 1923)
- 1953 - Robert Stangland, lunghista e triplista statunitense (n. 1881)
- 1955 - Karl Erckert, politico italiano (n. 1894)
- 1955 - Horace McCoy, scrittore e sceneggiatore statunitense (n. 1897)
- 1956 - Guido Boni, ginnasta italiano (n. 1894)
- 1956 - Guido Milanesi, scrittore e militare italiano (n. 1875)
- 1956 - William Wright Smith, botanico scozzese (n. 1875)
- 1957 - Alfonso Bedoya, attore messicano (n. 1904)
- 1957 - János Brenner, presbitero ungherese (n. 1931)
- 1957 - Félix Gandéra, attore, commediografo e regista francese (n. 1885)
- 1957 - Maria Antonietta Zanelli, religiosa italiana (n. 1887)
- 1958 - Carlo Baravalle, avvocato, fotografo e botanico italiano (n. 1888)
- 1958 - Giovanni Ciusa Romagna, pittore italiano (n. 1907)
- 1958 - Gianni Monnet, artista, architetto e grafico italiano (n. 1912)
- 1958 - Wolfgang Pauli, fisico austriaco (n. 1900)
- 1960 - Véra Clouzot, attrice e sceneggiatrice brasiliana (n. 1913)
- 1960 - Sejum Mangascià, militare etiope (n. 1887)
- 1960 - Albertina Palau, traduttrice e scrittrice italiana (n. 1873)
- 1961 - Gioacchino Failla, biofisico italiano (n. 1891)
- 1961 - Dummy Hoy, giocatore di baseball statunitense (n. 1862)
- 1961 - Jean Piot, schermidore francese (n. 1890)
- 1962 - Charles Laughton, attore e regista britannico (n. 1899)
- 1962 - Eriberto Scarlino, compositore, pianista e insegnante italiano (n. 1895)
- 1962 - Jean Stern, schermidore francese (n. 1875)
- 1962 - Adila d'Arányi Fachiri, violinista ungherese (n. 1886)
- 1963 - Otto Fickeisen, canottiere tedesco (n. 1879)
- 1963 - Wilibald Gurlitt, musicologo tedesco (n. 1889)
- 1963 - Rikidōzan, wrestler e attore giapponese (n. 1924)
- 1963 - Rawghlie Clement Stanford, politico statunitense (n. 1879)
- 1964 - Giovanni Battista Crema, pittore italiano (n. 1883)
- 1964 - Fernand De Visscher, giurista e archeologo belga (n. 1885)
- 1964 - Tilde Kassay, attrice italiana (n. 1887)
- 1965 - Bessarione, missionario, politico e arcivescovo ortodosso albanese (n. 1887)
- 1965 - Leonid Petrovič Grossman, scrittore russo (n. 1888)
- 1965 - Jerome Daniel Hannan, vescovo cattolico statunitense (n. 1896)
- 1965 - Peer Krom, calciatore olandese (n. 1898)
- 1966 - Walt Disney, animatore, imprenditore e produttore cinematografico statunitense (n. 1901)
- 1966 - Verna Felton, attrice e doppiatrice statunitense (n. 1890)
- 1967 - Francesco Verlengia, bibliotecario italiano (n. 1890)
- 1968 - Dorothy Abbott, attrice statunitense (n. 1920)
- 1968 - Miloš Alexander Bazovský, pittore slovacco (n. 1899)
- 1968 - Domenico Morezzi, orologiaio e imprenditore italiano (n. 1897)
- 1968 - Jess Willard, pugile statunitense (n. 1881)
- 1969 - Giuseppe Pinelli, anarchico e partigiano italiano (n. 1928)
- 1969 - Willy Røgeberg, tiratore a segno norvegese (n. 1905)
- 1970 - Sylvie Jung Henrotin, tennista francese (n. 1904)
- 1970 - Arnold Landvoigt, rugbista a 15 tedesco (n. 1879)
- 1970 - Ernest Marsden, fisico neozelandese (n. 1889)
- 1970 - Paul Wyatt, nuotatore statunitense (n. 1907)
- 1971 - Paul Lévy, matematico e statistico francese (n. 1886)
- 1971 - Dick Tiger, pugile nigeriano (n. 1929)
- 1972 - François Bourbotte, calciatore francese (n. 1913)
- 1972 - Donata Doni, poetessa italiana (n. 1913)
- 1972 - Edward Earle, attore canadese (n. 1882)
- 1972 - Luba Lisa, attrice, cantante e ballerina statunitense (n. 1941)
- 1973 - Lodovico Gambara, pediatra, giornalista e saggista italiano (n. 1898)
- 1973 - Kurt Meißner, calciatore tedesco (n. 1897)
- 1974 - Anatole Litvak, regista, sceneggiatore e produttore cinematografico ucraino (n. 1902)
- 1974 - Leonardo Spreafico, pittore italiano (n. 1907)
- 1975 - Anselmo Contu, politico e giurista italiano (n. 1900)
- 1975 - Shigeyoshi Inoue, ammiraglio giapponese (n. 1889)
- 1975 - Émile Pelletier, politico e funzionario francese (n. 1898)
- 1976 - Walter Alasia, brigatista italiano (n. 1956)
- 1976 - Ernst Fegté, scenografo tedesco (n. 1900)
- 1976 - Grégoire Kayibanda, politico ruandese (n. 1924)
- 1977 - Rudolf Cvetko, schermidore sloveno (n. 1880)
- 1977 - Aleksandr Arkad'evič Galič, poeta, drammaturgo e cantante sovietico (n. 1918)
- 1977 - Renata Seripa, attrice italiana (n. 1898)
- 1978 - Silvio Ferri, archeologo italiano (n. 1890)
- 1978 - Edgar Lustgarten, conduttore televisivo e scrittore inglese (n. 1907)
- 1978 - Alberto Rio, calciatore portoghese (n. 1892)
- 1978 - Chill Wills, attore e cantante statunitense (n. 1902)
- 1979 - Jackie Brenston, cantante e sassofonista statunitense (n. 1930)
- 1979 - Gigi Cichellero, compositore e direttore d'orchestra italiano (n. 1923)
- 1979 - Ethel Lackie, nuotatrice statunitense (n. 1907)
- 1979 - Piero Pieri, storico italiano (n. 1893)
- 1980 - Camillo Crociani, dirigente d'azienda e dirigente sportivo italiano (n. 1921)
- 1980 - Hans Fiederer, calciatore tedesco (n. 1920)
- 1980 - Alvin Gouldner, sociologo statunitense (n. 1920)
- 1980 - Peter Gregg, pilota automobilistico statunitense (n. 1940)
- 1980 - Ante Roje, nuotatore e pallanuotista jugoslavo (n. 1905)
- 1981 - Sam Jones, contrabbassista e compositore statunitense (n. 1924)
- 1981 - Karl Struss, direttore della fotografia e fotografo statunitense (n. 1886)
- 1981 - Michail Žarov, regista cinematografico e attore sovietico (n. 1899)
- 1982 - Callista di Lippe, tedesca (n. 1895)
- 1982 - Adalberto di Savoia-Genova, generale italiano (n. 1898)
- 1983 - David Markham, attore britannico (n. 1913)
- 1983 - Paolo Melodia, militare italiano (n. 1899)
- 1983 - Shikina Oki, wrestler e lottatore di sumo giapponese (n. 1904)
- 1984 - Kurt Axelsson, calciatore svedese (n. 1941)
- 1984 - Hilde Bruch, psichiatra statunitense (n. 1904)
- 1984 - Gaetano Di Bartolo Milana, anarchico e antifascista italiano (n. 1902)
- 1984 - Jan Peerce, tenore statunitense (n. 1904)
- 1985 - István Oláh, generale e politico ungherese (n. 1926)
- 1985 - Alessandro Passerin d'Entrèves, filosofo, storico e partigiano italiano (n. 1902)
- 1985 - Francesco Pernigo, calciatore italiano (n. 1918)
- 1985 - Livia Pirocchi Tonolli, biologa italiana (n. 1909)
- 1985 - Seewoosagur Ramgoolam, politico mauriziano (n. 1900)
- 1985 - Carlos P. Rómulo, diplomatico, politico e generale filippino (n. 1898)
- 1986 - Serge Lifar, ballerino e coreografo russo (n. 1905)
- 1986 - Seymour Lipton, scultore statunitense (n. 1903)
- 1986 - Michael Rutzgis, cestista e allenatore di pallacanestro statunitense (n. 1915)
- 1986 - John Zaremba, attore statunitense (n. 1908)
- 1987 - Ivo Lapenna, esperantista e giurista jugoslavo (n. 1909)
- 1987 - Bohumil Říha, scrittore ceco (n. 1907)
- 1988 - Nikolaj Sokolov, calciatore sovietico (n. 1897)
- 1989 - Anders Andersson, hockeista su ghiaccio svedese (n. 1937)
- 1989 - Emile de Antonio, regista, produttore cinematografico e attore statunitense (n. 1919)
- 1989 - José Gonzalo Rodríguez Gacha, criminale colombiano (n. 1947)
- 1989 - Charles Holland, pistard e ciclista su strada britannico (n. 1908)
- 1989 - Arnold Moss, attore statunitense (n. 1910)
- 1991 - Reidar Andersen, saltatore con gli sci norvegese (n. 1911)
- 1991 - Grete Mostny, antropologa e archeologa austriaca (n. 1914)
- 1991 - Vasilij Grigor'evič Zajcev, militare sovietico (n. 1915)
- 1992 - Achille Buzzoni, calciatore italiano (n. 1916)
- 1992 - Sven Delblanc, scrittore svedese (n. 1931)
- 1992 - Marcello Martana, attore e cabarettista italiano (n. 1923)
- 1992 - Ennio Morlotti, pittore italiano (n. 1910)
- 1992 - Simone Pétrement, saggista francese (n. 1907)
- 1993 - Raúl Esnal, calciatore uruguaiano (n. 1956)
- 1993 - Jack Ferguson, pallanuotista australiano (n. 1922)
- 1993 - Carino Gambacorta, storico e politico italiano (n. 1912)
- 1993 - Penaia Ganilau, politico figiano (n. 1918)
- 1994 - Piero Gardoni, calciatore italiano (n. 1934)
- 1994 - Tullio Innocenti, politico italiano (n. 1939)
- 1994 - Arthur de la Mare, diplomatico inglese (n. 1914)
- 1995 - Attilio Ansaldo, cestista ecuadoriano (n. 1921)
- 1995 - Mano Dayak, politico nigerino (n. 1950)
- 1996 - Giuseppe Dossetti, presbitero, giurista e politico italiano (n. 1913)
- 1996 - Gioacchino Giangregorio, politico italiano (n. 1921)
- 1997 - Armando Franco, vescovo cattolico italiano (n. 1922)
- 1997 - Albert Heremans, calciatore belga (n. 1906)
- 1998 - Giuseppe Garneri, vescovo cattolico italiano (n. 1899)
- 1998 - Jan Meyerowitz, compositore, direttore d'orchestra e pianista tedesco (n. 1913)
- 1998 - Ján Podhradský, calciatore slovacco (n. 1917)
- 1999 - Angelo Gibertoni, calciatore italiano (n. 1912)
- 1999 - Henri Lesmayoux, cestista francese (n. 1913)
- 1999 - León Martinetti, cestista argentino (n. 1926)
- 1999 - Carlo Migliardi, architetto, designer e urbanista italiano (n. 1916)
- 2000 - George Eric Deacon Alcock, astronomo inglese (n. 1912)
- 2000 - Zygmunt William Birnbaum, matematico e statistico polacco (n. 1903)
- 2000 - Vincenza Cerati Rivolta, pianista italiana (n. 1905)
- 2000 - Jacques Goddet, giornalista francese (n. 1905)
- 2000 - Eric Mahn, cestista cileno (n. 1925)

## XXI secolo(133)
- 2001 - José O'Callaghan, gesuita, archeologo e papirologo spagnolo (n. 1922)
- 2001 - Rufus Thomas, cantante e disc jockey statunitense (n. 1917)
- 2002 - John Crosby, musicista, direttore d'orchestra e direttore artistico statunitense (n. 1926)
- 2002 - Jan Krenz-Mikołajczak, canottiere polacco (n. 1907)
- 2003 - Francesco Burdin, scrittore italiano (n. 1916)
- 2003 - Jack Gregory, velocista britannico (n. 1923)
- 2003 - Göthe Hedlund, pattinatore di velocità su ghiaccio svedese (n. 1918)
- 2003 - Luigi Tatto, insegnante e scrittore italiano (n. 1922)
- 2003 - Sergio Vergara De La Guarda, schermidore cileno (n. 1927)
- 2004 - Angelo Bellettato, poeta, traduttore e editore italiano (n. 1941)
- 2004 - Chiang Fang-liang, first lady russa (n. 1916)
- 2005 - Julián Marías, filosofo e scrittore spagnolo (n. 1914)
- 2005 - Alfredo Danti, annunciatore televisivo italiano (n. 1925)
- 2005 - Manuel Doménech Pinto, calciatore e allenatore di calcio spagnolo (n. 1925)
- 2005 - Dhabihu'llah Mahrami, funzionario iraniano (n. 1946)
- 2005 - Enrico Paoli, scacchista e compositore di scacchi italiano (n. 1908)
- 2005 - Giuseppe Patroni Griffi, regista, drammaturgo e sceneggiatore italiano (n. 1921)
- 2005 - Darrell Russell, giocatore di football americano statunitense (n. 1976)
- 2006 - Giorgio Balmas, politico italiano (n. 1927)
- 2006 - Ruth Bernhard, fotografa tedesca (n. 1905)
- 2006 - Lia Di Leo, attrice italiana (n. 1931)
- 2006 - Franco Leggio, anarchico italiano (n. 1921)
- 2006 - Clay Regazzoni, pilota automobilistico svizzero (n. 1939)
- 2006 - Shaila Rubin, casting director statunitense (n. 1935)
- 2006 - Matt Zunic, cestista e allenatore di pallacanestro statunitense (n. 1919)
- 2007 - Jean Bottéro, storico e orientalista francese (n. 1914)
- 2007 - Julia Carson, politica statunitense (n. 1938)
- 2007 - Matjaž Klopčič, regista cinematografico e sceneggiatore sloveno (n. 1934)
- 2007 - Giuseppe Rinaldi, attore, doppiatore e direttore del doppiaggio italiano (n. 1919)
- 2007 - Enrico di Rovasenda, presbitero italiano (n. 1906)
- 2008 - Carlo Caracciolo, nobile, editore e imprenditore italiano (n. 1925)
- 2008 - León Febres Cordero, politico ecuadoriano (n. 1931)
- 2008 - Davy Graham, chitarrista inglese (n. 1940)
- 2008 - Arvid Havnås, calciatore norvegese (n. 1917)
- 2008 - Johann Karall, politico, cestista e allenatore di pallacanestro austriaco (n. 1934)
- 2008 - Salvinu Schembri, calciatore maltese (n. 1923)
- 2008 - Anne-Catharina Vestly, scrittrice norvegese (n. 1920)
- 2009 - C.D.B. Bryan, scrittore e giornalista statunitense (n. 1936)
- 2009 - Milena Müllerová, ginnasta cecoslovacca (n. 1923)
- 2009 - James Rossant, architetto e artista statunitense (n. 1928)
- 2009 - Alan Van Heerden, ciclista su strada e pistard sudafricano (n. 1953)
- 2010 - Peter O. Chotjewitz, scrittore, traduttore e avvocato tedesco (n. 1934)
- 2010 - Blake Edwards, regista, sceneggiatore e produttore cinematografico statunitense (n. 1922)
- 2010 - Bob Feller, giocatore di baseball statunitense (n. 1918)
- 2010 - Raymond Massol, pallanuotista francese (n. 1927)
- 2010 - Jean Rollin, regista cinematografico, sceneggiatore e attore francese (n. 1938)
- 2010 - Angelo Saponara, fotografo italiano (n. 1934)
- 2010 - Shemaryahu Talmon, biblista polacco (n. 1920)
- 2010 - Prigioniero X, agente segreto israeliano (n. 1976)
- 2011 - Graham Booth, imprenditore e politico britannico (n. 1940)
- 2011 - Bob Brookmeyer, trombonista, compositore e pianista statunitense (n. 1929)
- 2011 - Mario Campi, architetto svizzero (n. 1936)
- 2011 - Walter Giller, attore tedesco (n. 1927)
- 2011 - Christopher Hitchens, giornalista, saggista e critico letterario britannico (n. 1949)
- 2011 - Guy Ignolin, ciclista su strada francese (n. 1936)
- 2011 - Chadžimurad Kamalov, giornalista russo (n. 1965)
- 2011 - James Quigley, politico statunitense (n. 1918)
- 2012 - Luigi Celeghin, musicista e organista italiano (n. 1931)
- 2012 - Maryvonne Gilotte, fotografa francese (n. 1940)
- 2012 - Ezzedine Sebai, criminale e serial killer tunisino (n. 1964)
- 2012 - Takeshi Urata, astronomo giapponese (n. 1947)
- 2013 - Giuliana Dal Pozzo, giornalista e scrittrice italiana (n. 1922)
- 2013 - Joan Fontaine, attrice britannica (n. 1917)
- 2013 - Helmar Frank, matematico e esperantista tedesco (n. 1933)
- 2013 - Gennaro Langella, mafioso statunitense (n. 1938)
- 2013 - Dyron Nix, cestista statunitense (n. 1967)
- 2013 - Galina Stepina, cestista sovietica (n. 1930)
- 2014 - Booth Colman, attore statunitense (n. 1923)
- 2014 - Enzo Costa, giornalista e scrittore italiano (n. 1964)
- 2015 - Stella Doufexis, cantante lirica e mezzosoprano tedesca (n. 1968)
- 2015 - Licio Gelli, criminale italiano (n. 1919)
- 2015 - Mohammad-Reza Kolahi, attivista iraniano (n. 1958)
- 2015 - Filippo Monti, architetto italiano (n. 1928)
- 2015 - Robert Nemeth, mezzofondista austriaco (n. 1958)
- 2015 - Ken Pogue, attore canadese (n. 1934)
- 2015 - Giuseppe Santaniello, giurista italiano (n. 1920)
- 2015 - Xu Jianping, calciatore cinese (n. 1955)
- 2016 - Glauco Gresleri, architetto italiano (n. 1930)
- 2016 - Fran Jeffries, attrice e cantante statunitense (n. 1937)
- 2016 - Valerij Ivanovič Kremnev, regista sovietico (n. 1939)
- 2016 - Vittoria Martello, attrice italiana (n. 1923)
- 2016 - Osiride Pevarello, attore e stuntman italiano (n. 1920)
- 2017 - Guido Artom, imprenditore e politico italiano (n. 1931)
- 2017 - Darlanne Fluegel, attrice e ex modella statunitense (n. 1953)
- 2017 - Kjell Grede, regista svedese (n. 1936)
- 2017 - Pierre Hohenberg, fisico francese (n. 1934)
- 2017 - Erling Linde Larsen, calciatore danese (n. 1931)
- 2017 - Francesco Libonati, scultore e disegnatore italiano (n. 1920)
- 2017 - Kazimierz Piechowski, ingegnere polacco (n. 1919)
- 2017 - Michiru Shimada, sceneggiatrice giapponese (n. 1959)
- 2017 - Ana María Vela Rubio, supercentenaria spagnola (n. 1901)
- 2018 - John Clawson, cestista statunitense (n. 1944)
- 2018 - Grant Golden, tennista statunitense (n. 1929)
- 2018 - Ralph Koltai, scenografo tedesco (n. 1924)
- 2018 - Akira Kōdate, ingegnere e dirigente d'azienda giapponese (n. 1925)
- 2018 - Doris Laine, ballerina e direttrice artistica finlandese (n. 1931)
- 2018 - Milunka Lazarević, scacchista e giornalista serba (n. 1932)
- 2018 - Giuseppe Lippi, curatore editoriale, scrittore e traduttore italiano (n. 1953)
- 2018 - Philippe Moureaux, politico belga (n. 1939)
- 2018 - Dušan Nikolić, calciatore jugoslavo (n. 1953)
- 2018 - Girma Wolde Giorgis, politico etiope (n. 1924)
- 2019 - Giustino Filippone-Thaulero, storico italiano (n. 1926)
- 2019 - Carlo Ghisalberti, storico italiano (n. 1929)
- 2019 - Chuck Peddle, ingegnere statunitense (n. 1937)
- 2019 - Jean de Viguerie, storico francese (n. 1935)
- 2020 - Anthony Casso, criminale statunitense (n. 1942)
- 2020 - Caroline Cellier, attrice francese (n. 1945)
- 2020 - Jorge García Santos, calciatore spagnolo (n. 1957)
- 2020 - George Gibbs, effettista britannico (n. 1937)
- 2020 - Parnell Hall, scrittore statunitense (n. 1944)
- 2020 - Paul Nihill, marciatore britannico (n. 1939)
- 2020 - Zoltan Sabo, calciatore e allenatore di calcio serbo (n. 1972)
- 2020 - Bruce Seals, cestista e allenatore di pallacanestro statunitense (n. 1953)
- 2020 - Petro Slobodjan, allenatore di calcio e calciatore sovietico (n. 1953)
- 2020 - Valerij Vojkin, pesista sovietico (n. 1945)
- 2020 - Ivan Giacomo Zoppini, artigiano e filantropo italiano (n. 1936)
- 2021 - Ernst Fivian, ginnasta svizzero (n. 1931)
- 2021 - Kim Yong-ju, politico nordcoreano (n. 1920)
- 2021 - Hans Küppers, calciatore tedesco (n. 1938)
- 2021 - José Luis Ponce Alcázar, calciatore spagnolo (n. 1942)
- 2021 - Marilee Stepan, nuotatrice statunitense (n. 1935)
- 2021 - Adela Turin, scrittrice e editrice italiana (n. 1939)
- 2021 - Bell hooks, scrittrice e attivista statunitense (n. 1952)
- 2021 - Jo Helen White, cestista e allenatrice di pallacanestro statunitense (n. 1934)
- 2021 - Fayez al-Tarawneh, politico giordano (n. 1949)
- 2022 - Idrio Bui, ciclista su strada italiano (n. 1932)
- 2022 - Renée Colliard, sciatrice alpina svizzera (n. 1933)
- 2022 - Louis Orr, cestista e allenatore di pallacanestro statunitense (n. 1958)
- 2023 - Guy Marchand, attore, cantante e musicista francese (n. 1937)
- 2023 - Bruno Santon, calciatore italiano (n. 1942)
- 2023 - Hans Selander, calciatore e allenatore di calcio svedese (n. 1945)
- 2024 - Zakir Hussain, musicista indiano (n. 1951)
- 2024 - Giovanni Molino, calciatore e allenatore di calcio italiano (n. 1931)

## Senza anno specificato(1)
- Santulo, presbitero italiano